# Tour méditerranéen 2013
La 40e édition du Tour méditerranéen a eu lieu du 6 au 10 février 2013. La course fait partie du calendrier UCI Europe Tour 2013 en catégorie 2.1. La 3e étape est annulée pour des raisons administratives.
L'épreuve est remportée par le Suédois Thomas Lövkvist (IAM) devant le Français Jean-Christophe Péraud (AG2R La Mondiale) qui finit dans le même temps et vainqueur de l'étape reine arrivant au Mont Faron. L'Italien Francesco Reda (Androni Giocattoli-Venezuela) deux fois deuxième sur les deux dernières étapes complète le podium. 
Le Belge Jürgen Roelandts (Lotto-Belisol) vainqueur de la dernière étape gagne le classement par points, le Français Théo Vimpère (BigMat-Auber 93) celui de la montagne et l'Italien Diego Rosa (Androni Giocattoli-Venezuela) termine meilleur jeune. La formation suisse IAM, du vainqueur de l'épreuve, s'empare également du classement par équipes.

## Présentation

### Équipes
Classé en catégorie 2.1 de l'UCI Europe Tour, le Tour méditerranéen est par conséquent ouvert aux UCI ProTeams dans la limite de 50 % des équipes participantes, aux équipes continentales professionnelles, aux équipes continentales et, éventuellement, à des équipes nationales.
L'organisateur a communiqué la liste des équipes invitées le 28 décembre 2012. 21 équipes participent à ce Tour méditerranéen - 10 ProTeams, 9 équipes continentales professionnelles et 2 équipes continentales :
| Nom de l'équipe    | Pays       | Code |
| ------------------ | ---------- | ---- |
| AG2R La Mondiale   | France     | ALM  |
| Blanco             | Pays-Bas   | BLA  |
| BMC Racing         | États-Unis | BMC  |
| Euskaltel Euskadi  | Espagne    | EUS  |
| FDJ                | France     | FDJ  |
| Garmin-Sharp       | États-Unis | GRS  |
| Lotto-Belisol      | Belgique   | LTB  |
| RadioShack-Leopard | Luxembourg | RLT  |
| Saxo-Tinkoff       | Danemark   | TST  |
| Vacansoleil-DCM    | Pays-Bas   | VCD  |

| Nom de l'équipe              | Pays     | Code |
| ---------------------------- | -------- | ---- |
| Accent Jobs-Wanty            | Belgique | AJW  |
| Androni Giocattoli-Venezuela | Italie   | AND  |
| Bretagne-Séché Environnement | France   | BSE  |
| CCC Polsat Polkowice         | Pologne  | CCC  |
| Cofidis                      | France   | COF  |
| Colombia                     | Colombie | COL  |
| Europcar                     | France   | EUC  |
| IAM                          | Suisse   | IAM  |
| Sojasun                      | France   | SOJ  |

| Nom de l'équipe    | Pays   | Code |
| ------------------ | ------ | ---- |
| BigMat-Auber 93    | France | BIG  |
| La Pomme Marseille | France | LPM  |

## Étapes
| Étape     | Date       | Villes étapes                                  |  | Distance (km)     | Vainqueur d’étape      | Leader du classement général |
| --------- | ---------- | ---------------------------------------------- |  | ----------------- | ---------------------- | ---------------------------- |
| 1re étape | 6 février  | Limoux – Gruissan                              |  | 146,5             | André Greipel          | André Greipel                |
| 2e étape  | 7 février  | Cap d'Agde – Mont-Saint-Clair                  |  | 24,3              | Lars Boom              | Lars Boom                    |
| 3e étape  | 8 février  | L'Estaque (Marseille) – Saint-Rémy-de-Provence |  | 140 étape annulée |                        |                              |
| 4e étape  | 9 février  | Rousset – Toulon Mont Faron                    |  | 145               | Jean-Christophe Péraud | Maxime Monfort               |
| 5e étape  | 10 février | Bandol – Grasse                                |  | 197,4             | Jürgen Roelandts       | Thomas Lövkvist              |

## Déroulement de la course

### 1reétape
|    | Coureur          | Équipe             |    | Temps           |
| -- | ---------------- | ------------------ | -- | --------------- |
| 1  | André Greipel    | Lotto-Belisol      | en | 3 h 25 min 23 s |
| 2  | Matteo Pelucchi  | IAM                | +  | m.t             |
| 3  | Maxime Daniel    | Sojasun            |    | m.t             |
| 4  | Giacomo Nizzolo  | RadioShack-Leopard |    | m.t             |
| 5  | Jürgen Roelandts | Lotto-Belisol      |    | m.t             |
| 6  | Mathieu Drujon   | BigMat-Auber 93    |    | m.t             |
| 7  | Klaas Lodewyck   | BMC Racing         |    | m.t             |
| 8  | Moreno Hofland   | Blanco             |    | m.t             |
| 9  | Thor Hushovd     | BMC Racing         |    | m.t             |
| 10 | Raymond Kreder   | Garmin-Sharp       |    | m.t             |

|    | Coureur          | Équipe             |    | Temps           |
| -- | ---------------- | ------------------ | -- | --------------- |
| 1  | André Greipel    | Lotto-Belisol      | en | 3 h 25 min 23 s |
| 2  | Matteo Pelucchi  | IAM                | +  | m.t             |
| 3  | Maxime Daniel    | Sojasun            |    | m.t             |
| 4  | Giacomo Nizzolo  | RadioShack-Leopard |    | m.t             |
| 5  | Jürgen Roelandts | Lotto-Belisol      |    | m.t             |
| 6  | Mathieu Drujon   | BigMat-Auber 93    |    | m.t             |
| 7  | Klaas Lodewyck   | BMC Racing         |    | m.t             |
| 8  | Moreno Hofland   | Blanco             |    | m.t             |
| 9  | Thor Hushovd     | BMC Racing         |    | m.t             |
| 10 | Raymond Kreder   | Garmin-Sharp       |    | m.t             |

### 2eétape
|    | Coureur          | Équipe             |    | Temps       |
| -- | ---------------- | ------------------ | -- | ----------- |
| 1  | Lars Boom        | Blanco             | en | 32 min 25 s |
| 2  | Maxime Monfort   | RadioShack-Leopard | +  | 22 s        |
| 3  | Anthony Roux     | FDJ                |    | 36 s        |
| 4  | Thomas Lövkvist  | IAM                |    | 43 s        |
| 5  | Jérémy Roy       | FDJ                |    | 47 s        |
| 6  | Bob Jungels      | RadioShack-Leopard |    | 51 s        |
| 7  | José Gonçalves   | La Pomme Marseille |    | 52 s        |
| 8  | Nicolas Roche    | Saxo-Tinkoff       |    | 54 s        |
| 9  | Jürgen Roelandts | Lotto-Belisol      |    | 54 s        |
| 10 | Gustav Larsson   | IAM                |    | 57 s        |

|    | Coureur          | Équipe             |    | Temps           |
| -- | ---------------- | ------------------ | -- | --------------- |
| 1  | Lars Boom        | Blanco             | en | 3 h 57 min 48 s |
| 2  | Maxime Monfort   | RadioShack-Leopard | +  | 22 s            |
| 3  | Anthony Roux     | FDJ                |    | 36 s            |
| 4  | Thomas Lövkvist  | IAM                |    | 43 s            |
| 5  | Jérémy Roy       | FDJ                |    | 47 s            |
| 6  | Bob Jungels      | RadioShack-Leopard |    | 51 s            |
| 7  | José Gonçalves   | La Pomme Marseille |    | 52 s            |
| 8  | Nicolas Roche    | Saxo-Tinkoff       |    | 54 s            |
| 9  | Jürgen Roelandts | Lotto-Belisol      |    | 54 s            |
| 10 | Gustav Larsson   | IAM                |    | 57 s            |

### 3eétape
La 3e étape est annulée pour des raisons administratives.

### 4eétape
|    | Coureur                | Équipe                       |    | Temps           |
| -- | ---------------------- | ---------------------------- | -- | --------------- |
| 1  | Jean-Christophe Péraud | AG2R La Mondiale             | en | 3 h 33 min 12 s |
| 2  | Francesco Reda         | Androni Giocattoli-Venezuela | +  | 19 s            |
| 3  | Bauke Mollema          | Blanco                       |    | 24 s            |
| 4  | Alexandre Geniez       | FDJ                          |    | 27 s            |
| 5  | Matteo Montaguti       | AG2R La Mondiale             |    | 31 s            |
| 6  | Thomas Lövkvist        | IAM                          |    | 35 s            |
| 7  | Ivan Santaromita       | BMC Racing                   |    | 39 s            |
| 8  | Davide Rebellin        | CCC Polsat Polkowice         |    | 41 s            |
| 9  | Nicolas Roche          | Saxo-Tinkoff                 |    | 44 s            |
| 10 | Ion Izagirre           | Euskaltel Euskadi            |    | 44 s            |

|    | Coureur                | Équipe                       |    | Temps           |
| -- | ---------------------- | ---------------------------- | -- | --------------- |
| 1  | Maxime Monfort         | RadioShack-Leopard           | en | 7 h 32 min 16 s |
| 2  | Lars Boom              | Blanco                       | +  | 1 s             |
| 3  | Thomas Lövkvist        | IAM                          |    | 2 s             |
| 4  | Jean-Christophe Péraud | AG2R La Mondiale             |    | 2 s             |
| 5  | Nicolas Roche          | Saxo-Tinkoff                 |    | 22 s            |
| 6  | Francesco Reda         | Androni Giocattoli-Venezuela |    | 26 s            |
| 7  | Bauke Mollema          | Blanco                       |    | 34 s            |
| 8  | Alexandre Geniez       | FDJ                          |    | 38 s            |
| 9  | Gustav Larsson         | IAM                          |    | 52 s            |
| 10 | Jürgen Roelandts       | Lotto-Belisol                |    | 1 min 00 s      |

### 5eétape
|    | Coureur           | Équipe                       |    | Temps           |
| -- | ----------------- | ---------------------------- | -- | --------------- |
| 1  | Jürgen Roelandts  | Lotto-Belisol                | en | 4 h 54 min 49 s |
| 2  | Francesco Reda    | Androni Giocattoli-Venezuela | +  | 4 s             |
| 3  | Mikel Nieve       | Euskaltel Euskadi            |    | 13 s            |
| 4  | Jarlinson Pantano | Colombia                     |    | 13 s            |
| 5  | Davide Malacarne  | Europcar                     |    | 15 s            |
| 6  | Bauke Mollema     | Blanco                       |    | 15 s            |
| 7  | Thomas Lövkvist   | IAM                          |    | 17 s            |
| 8  | Riccardo Chiarini | Androni Giocattoli-Venezuela |    | 17 s            |
| 9  | Gustav Larsson    | IAM                          |    | 17 s            |
| 10 | Arthur Vichot     | FDJ                          |    | 17 s            |

|    | Coureur                | Équipe                       |    | Temps            |
| -- | ---------------------- | ---------------------------- | -- | ---------------- |
| 1  | Thomas Lövkvist        | IAM                          | en | 12 h 27 min 24 s |
| 2  | Jean-Christophe Péraud | AG2R La Mondiale             | +  | 0 s              |
| 3  | Francesco Reda         | Androni Giocattoli-Venezuela |    | 11 s             |
| 4  | Maxime Monfort         | RadioShack-Leopard           |    | 16 s             |
| 5  | Nicolas Roche          | Saxo-Tinkoff                 |    | 20 s             |
| 6  | Bauke Mollema          | Blanco                       |    | 30 s             |
| 7  | Jürgen Roelandts       | Lotto-Belisol                |    | 41 s             |
| 8  | Gustav Larsson         | IAM                          |    | 50 s             |
| 9  | Alexandre Geniez       | FDJ                          |    | 50 s             |
| 10 | Arthur Vichot          | FDJ                          |    | 1 min 06 s       |

## Classements finals

### Classement général
|    | Cycliste               | Pays     | Équipe                       |    | Temps            |
| -- | ---------------------- | -------- | ---------------------------- | -- | ---------------- |
| 1  | Thomas Lövkvist        | Suède    | IAM                          | en | 12 h 27 min 24 s |
| 2  | Jean-Christophe Péraud | France   | AG2R La Mondiale             | +  | 0 s              |
| 3  | Francesco Reda         | Italie   | Androni Giocattoli-Venezuela |    | 11 s             |
| 4  | Maxime Monfort         | Belgique | RadioShack-Leopard           |    | 16 s             |
| 5  | Nicolas Roche          | Irlande  | Saxo-Tinkoff                 |    | 20 s             |
| 6  | Bauke Mollema          | Pays-Bas | Blanco                       |    | 30 s             |
| 7  | Jürgen Roelandts       | Belgique | Lotto-Belisol                |    | 41 s             |
| 8  | Gustav Larsson         | Suède    | IAM                          |    | 50 s             |
| 9  | Alexandre Geniez       | France   | FDJ                          |    | 50 s             |
| 10 | Arthur Vichot          | France   | FDJ                          |    | 1 min 06 s       |

### Classements annexes
|   | Cycliste         | Équipe                       | Points |
| - | ---------------- | ---------------------------- | ------ |
| 1 | Jürgen Roelandts | Lotto-Belisol                | 44     |
| 2 | Francesco Reda   | Androni Giocattoli-Venezuela | 40     |
| 3 | Thomas Lövkvist  | IAM                          | 37     |

|   | Cycliste               | Équipe           | Points |
| - | ---------------------- | ---------------- | ------ |
| 1 | Théo Vimpère           | BigMat-Auber 93  | 26     |
| 2 | Thibaut Pinot          | FDJ              | 12     |
| 3 | Jean-Christophe Péraud | AG2R La Mondiale | 10     |

|   | Cycliste     | Équipe                       |    | Temps            |
| - | ------------ | ---------------------------- | -- | ---------------- |
| 1 | Diego Rosa   | Androni Giocattoli-Venezuela | en | 12 h 29 min 28 s |
| 2 | Rudy Molard  | Cofidis                      | +  | 47 s             |
| 3 | Ion Izagirre | Euskaltel Euskadi            |    | 5 min 22 s       |

|   | Équipe                       | Pays   |    | Temps            |
| - | ---------------------------- | ------ | -- | ---------------- |
| 1 | IAM                          | Suisse | en | 37 h 24 min 23 s |
| 2 | Androni Giocattoli-Venezuela | Italie | +  | 2 min 43 s       |
| 3 | AG2R La Mondiale             | France |    | 3 min 19 s       |

## Évolution des classements
| Étape              | Vainqueur              | Classement général | Classement par points | Classement de la montagne | Classement du meilleur jeune | Classement par équipes |
| ------------------ | ---------------------- | ------------------ | --------------------- | ------------------------- | ---------------------------- | ---------------------- |
| 1                  | André Greipel          | André Greipel      | André Greipel         | Théo Vimpère              | Matteo Pelucchi              | Lotto-Belisol          |
| 2                  | Lars Boom              | Lars Boom          | Lars Boom             | Théo Vimpère              | Bob Jungels                  | RadioShack-Leopard     |
| 3                  | Étape annulée          | Lars Boom          | Lars Boom             | Théo Vimpère              | Bob Jungels                  | RadioShack-Leopard     |
| 4                  | Jean-Christophe Péraud | Maxime Monfort     | Thomas Lövkvist       | Théo Vimpère              | Ion Izagirre                 | FDJ                    |
| 5                  | Jürgen Roelandts       | Thomas Lövkvist    | Jürgen Roelandts      | Théo Vimpère              | Diego Rosa                   | IAM                    |
| Classements finals | Classements finals     | Thomas Lövkvist    | Jürgen Roelandts      | Théo Vimpère              | Diego Rosa                   | IAM                    |

## Liste des participants
- « Liste de départ complète »(Archive.org • Wikiwix • Archive.is • Google • Que faire ?)

| Légende | Légende                                                                                                  | Légende | Légende                                                                                         |
| ------- | --- | ------- | ----------------------------------------------------------------------------------------------- |
| Num     | Dossard de départ porté par le coureur sur ce Tour méditerranéen                                         | Pos     | Position finale au classement général                                                           |
|         | Indique le vainqueur du classement général                                                               |         | Indique le vainqueur du classement de la montagne                                               |
|         | Indique le vainqueur du classement par points                                                            |         | Indique le vainqueur du classement du meilleur jeune                                            |
| #       | Indique la meilleure équipe                                                                              |         |                                                                                                 |
| NP      | Indique un coureur qui n'a pas pris le départ d'une étape, suivi du numéro de l'étape où il s'est retiré | AB      | Indique un coureur qui n'a pas terminé une étape, suivi du numéro de l'étape où il s'est retiré |
| HD      | Indique un coureur qui a terminé une étape hors des délais, suivi du numéro de l'étape                   | *       | Indique un coureur en lice pour le maillot blanc (coureurs nés après le 1er janvier 1988)       |

| Europcar EUC | Europcar EUC           | Europcar EUC |
| ------------ | ---------------------- | ------------ |
| Num          | Coureur                | Pos          |
| 1            | Thomas Voeckler (FRA)  | 19e          |
| 2            | Alexandre Pichot (FRA) | 36e          |
| 3            | Davide Malacarne (ITA) | 20e          |
| 4            | Vincent Jérôme (FRA)   | 68e          |
| 5            | Christophe Kern (FRA)  | 100e         |
| 6            | Pierre Rolland (FRA)   | 43e          |
| 7            | Sébastien Turgot (FRA) | AB-5         |
| 8            | David Veilleux (CAN)   | 30e          |

| AG2R La Mondiale ALM | AG2R La Mondiale ALM         | AG2R La Mondiale ALM |
| -------------------- | ---------------------------- | -------------------- |
| Num                  | Coureur                      | Pos                  |
| 11                   | Jean-Christophe Péraud (FRA) | 2e                   |
| 12                   | Manuel Belletti (ITA)        | 94e                  |
| 13                   | Guillaume Bonnafond (FRA)    | 25e                  |
| 14                   | Mikaël Cherel (FRA)          | 44e                  |
| 15                   | Ben Gastauer (LUX)           | 40e                  |
| 16                   | Matteo Montaguti (ITA)       | 16e                  |
| 17                   | Blel Kadri (FRA)             | 41e                  |
| 18                   | Julian Kern (GER)*           | AB-5                 |

| FDJ | FDJ                    | FDJ  |
| --- | ---------------------- | ---- |
| Num | Coureur                | Pos  |
| 21  | Pierrick Fédrigo (FRA) | AB-5 |
| 22  | Laurent Pichon (FRA)   | AB-5 |
| 23  | Alexandre Geniez (FRA) | 9e   |
| 24  | Arthur Vichot (FRA)    | 10e  |
| 25  | Thibaut Pinot (FRA)*   | 38e  |
| 26  | Anthony Roux (FRA)     | AB-5 |
| 27  | Jérémy Roy (FRA)       | 29e  |
| 28  | Jussi Veikkanen (FIN)  | 51e  |

| Cofidis COF | Cofidis COF                                                  | Cofidis COF |
| ----------- | ------------------------------------------------------------ | ----------- |
| Num         | Coureur                                                      | Pos         |
| 31          | Christophe Le Mével (FRA)                                    | 69e         |
| 32          | Yoann Bagot (FRA)                                            | NP-5        |
| 33          | Nicolas Edet (FRA)                                           | AB-5        |
| 34          | Jan Ghyselinck (BEL)                                         | AB-4        |
| 35          | Romain Lemarchand (FRA)                                      | 31e         |
| 36          | Rudy Molard (FRA)*                                           | 21e         |
| 37          | Rein Taaramäe (EST) → Champion d'Estonie du contre-la-montre | NP-1        |
| 38          | Romain Zingle (BEL)                                          | AB-5        |

| BMC Racing BMC | BMC Racing BMC         | BMC Racing BMC |
| -------------- | ---------------------- | -------------- |
| Num            | Coureur                | Pos            |
| 41             | Thor Hushovd (NOR)     | 62e            |
| 42             | Marco Pinotti (ITA)    | NP-4           |
| 43             | Klaas Lodewyck (BEL)   | 45e            |
| 44             | Daniel Oss (ITA)       | 73e            |
| 45             | Amaël Moinard (FRA)    | 17e            |
| 46             | Steve Morabito (SUI)   | NP-5           |
| 47             | Ivan Santaromita (ITA) | 13e            |
| 48             | Danilo Wyss (SUI)      | 83e            |

| RadioShack-Leopard RLT | RadioShack-Leopard RLT                                          | RadioShack-Leopard RLT |
| ---------------------- | --------------------------------------------------------------- | ---------------------- |
| Num                    | Coureur                                                         | Pos                    |
| 51                     | Andy Schleck (LUX)                                              | AB-1                   |
| 52                     | Danilo Hondo (GER)                                              | AB-5                   |
| 53                     | Bob Jungels (LUX)* → Champion du Luxembourg du contre-la-montre | 63e                    |
| 54                     | Robert Kišerlovski (CRO)                                        | NP-4                   |
| 55                     | Maxime Monfort (BEL)                                            | 4e                     |
| 56                     | Giacomo Nizzolo (ITA)*                                          | AB-5                   |
| 57                     | Thomas Rohregger (AUT)                                          | 32e                    |
| 58                     | Benjamin King (USA)*                                            | 37e                    |

| Lotto-Belisol LTB | Lotto-Belisol LTB       | Lotto-Belisol LTB |
| ----------------- | ----------------------- | ----------------- |
| Num               | Coureur                 | Pos               |
| 61                | André Greipel (GER)     | 84e               |
| 62                | Brian Bulgaç (NED)      | 71e               |
| 63                | Gert Dockx (BEL)        | 89e               |
| 64                | Jens Debusschere (BEL)* | 93e               |
| 65                | Marcel Sieberg (GER)    | 88e               |
| 66                | Jürgen Roelandts (BEL)  | 7e                |
| 67                | Olivier Kaisen (BEL)    | 95e               |
| 68                | Frederik Willems (BEL)  | 82e               |

| Garmin-Sharp GRS | Garmin-Sharp GRS                                                      | Garmin-Sharp GRS |
| ---------------- | --------------------------------------------------------------------- | ---------------- |
| Num              | Coureur                                                               | Pos              |
| 71               | Thomas Dekker (NED)                                                   | NP-4             |
| 72               | Michel Kreder (NED)                                                   | NP-4             |
| 73               | Raymond Kreder (NED)*                                                 | NP-4             |
| 74               | Daniel Martin (IRL)                                                   | NP-4             |
| 75               | Koldo Fernández (ESP)                                                 | NP-4             |
| 76               | Ramūnas Navardauskas (LTU) → Champion de Lituanie du contre-la-montre | NP-4             |
| 77               | Jacob Rathe (USA)*                                                    | NP-4             |
| 78               | Andrew Talansky (USA)                                                 | NP-4             |

| Saxo-Tinkoff TST | Saxo-Tinkoff TST               | Saxo-Tinkoff TST |
| ---------------- | ------------------------------ | ---------------- |
| Num              | Coureur                        | Pos              |
| 81               | Nicolas Roche (IRL)            | 5e               |
| 82               | Roman Kreuziger (CZE)          | AB-4             |
| 83               | Bruno Pires (POR)              | AB-5             |
| 84               | Michael Rogers (AUS)           | 57e              |
| 85               | Christopher Juul Jensen (DEN)* | 61e              |
| 86               | Evgueni Petrov (RUS)           | 56e              |
| 87               | Rory Sutherland (AUS)          | 80e              |
| 88               | Oliver Zaugg (SUI)             | NP-5             |

| Blanco BLA | Blanco BLA            | Blanco BLA |
| ---------- | --------------------- | ---------- |
| Num        | Coureur               | Pos        |
| 91         | Lars Boom (NED)       | 28e        |
| 92         | Graeme Brown (AUS)    | AB-5       |
| 93         | Stef Clement (NED)    | AB-5       |
| 94         | Bauke Mollema (NED)   | 6e         |
| 95         | Jetse Bol (NED)*      | AB-5       |
| 96         | Rick Flens (NED)      | 92e        |
| 97         | Moreno Hofland (NED)* | NP-5       |
| 98         | Laurens ten Dam (NED) | 14e        |

| Euskaltel Euskadi EUS | Euskaltel Euskadi EUS  | Euskaltel Euskadi EUS |
| --------------------- | ---------------------- | --------------------- |
| Num                   | Coureur                | Pos                   |
| 101                   | Romain Sicard (FRA)    | AB-5                  |
| 102                   | Mikel Nieve (ESP)      | 26e                   |
| 103                   | Ion Izagirre (ESP)*    | 33e                   |
| 104                   | Jorge Azanza (ESP)     | 52e                   |
| 105                   | Garikoitz Bravo (ESP)* | AB-5                  |
| 106                   | Pablo Urtasun (ESP)    | AB-5                  |
| 107                   | Juan José Lobato (ESP) | AB-5                  |
| 108                   | Rubén Pérez (ESP)      | 54e                   |

| Vacansoleil-DCM VCD | Vacansoleil-DCM VCD       | Vacansoleil-DCM VCD |
| ------------------- | ------------------------- | ------------------- |
| Num                 | Coureur                   | Pos                 |
| 111                 | Romain Feillu (FRA)       | 86e                 |
| 112                 | Grega Bole (SLO)          | 74e                 |
| 113                 | Pim Ligthart (NED)        | 58e                 |
| 114                 | Maurits Lammertink (NED)* | 85e                 |
| 115                 | Nikita Novikov (RUS)*     | 76e                 |
| 116                 | Rafael Valls (ESP)        | 34e                 |
| 117                 | Martijn Keizer (NED)      | 48e                 |
| 118                 | Willem Wauters (NED)*     | 67e                 |

| IAM # IAM | IAM # IAM                                                    | IAM # IAM |
| --------- | ------------------------------------------------------------ | --------- |
| Num       | Coureur                                                      | Pos       |
| 121       | Thomas Lövkvist (SWE)                                        | 1er       |
| 122       | Stefan Denifl (AUT)                                          | 11e       |
| 123       | Kevyn Ista (BEL)                                             | AB-2      |
| 124       | Dominic Klemme (GER)                                         | 87e       |
| 125       | Gustav Larsson (SWE) → Champion de Suède du contre-la-montre | 8e        |
| 126       | Matteo Pelucchi (ITA)*                                       | 97e       |
| 127       | Matthias Brändle (AUT)*                                      | 42e       |
| 128       | Aleksejs Saramotins (LAT) → Champion de Lettonie             | 79e       |

| CCC Polsat Polkowice CCC | CCC Polsat Polkowice CCC                                          | CCC Polsat Polkowice CCC |
| ------------------------ | ----------------------------------------------------------------- | ------------------------ |
| Num                      | Coureur                                                           | Pos                      |
| 131                      | Davide Rebellin (ITA)                                             | 18e                      |
| 132                      | Paweł Charucki (POL)                                              | AB-5                     |
| 133                      | Piotr Gawroński (POL)*                                            | AB-5                     |
| 134                      | Adrian Honkisz (POL)                                              | 98e                      |
| 135                      | Łukasz Owsian (POL)*                                              | NP-5                     |
| 136                      | Tomasz Kiendyś (POL)                                              | AB-5                     |
| 137                      | Nikolay Mihaylov (BUL) → Champion de Bulgarie du contre-la-montre | AB-4                     |
| 138                      | Mateusz Taciak (POL)                                              | NP-4                     |

| Sojasun SOJ | Sojasun SOJ              | Sojasun SOJ |
| ----------- | ------------------------ | ----------- |
| Num         | Coureur                  | Pos         |
| 141         | Julien El Fares (FRA)    | NP-4        |
| 142         | Brice Feillu (FRA)       | 65e         |
| 143         | Fabrice Jeandesboz (FRA) | 35e         |
| 144         | Maxime Daniel (FRA)*     | AB-5        |
| 145         | David Le Lay (FRA)       | AB-4        |
| 146         | Jean-Marc Marino (FRA)   | 70e         |
| 147         | Rémi Pauriol (FRA)       | 12e         |
| 148         | Julien Simon (FRA)       | 23e         |

| Accent Jobs-Wanty AJW | Accent Jobs-Wanty AJW   | Accent Jobs-Wanty AJW |
| --------------------- | ----------------------- | --------------------- |
| Num                   | Coureur                 | Pos                   |
| 151                   | Danilo Napolitano (ITA) | AB-5                  |
| 152                   | Nicolas Vogondy (FRA)   | 90e                   |
| 153                   | Thomas Degand (BEL)     | 64e                   |
| 154                   | Jérôme Gilbert (BEL)    | AB-4                  |
| 155                   | Will Routley (CAN)      | 96e                   |
| 156                   | Steven Caethoven (BEL)  | AB-5                  |
| 157                   | Staf Scheirlinckx (BEL) | AB-1                  |
| 158                   | Jurgen Van Goolen (BEL) | AB-5                  |

| La Pomme Marseille LPM | La Pomme Marseille LPM                                           | La Pomme Marseille LPM |
| ---------------------- | ---------------------------------------------------------------- | ---------------------- |
| Num                    | Coureur                                                          | Pos                    |
| 161                    | Julien Antomarchi (FRA)                                          | 39e                    |
| 162                    | Benjamin Giraud (FRA)                                            | NP-4                   |
| 163                    | Thomas Rostollan (FRA)                                           | AB-5                   |
| 164                    | Antoine Lavieu (FRA)*                                            | NP-5                   |
| 165                    | José Gonçalves (POR)* → Champion du Portugal du contre-la-montre | AB-5                   |
| 166                    | Yoann Paillot (FRA)*                                             | NP-5                   |
| 167                    | Grégoire Tarride (FRA)*                                          | 72e                    |
| 168                    | Thomas Vaubourzeix (FRA)*                                        | AB-5                   |

| Colombia COL | Colombia COL              | Colombia COL |
| ------------ | ------------------------- | ------------ |
| Num          | Coureur                   | Pos          |
| 171          | Leonardo Duque (COL)      | NP-1         |
| 172          | Juan Esteban Arango (COL) | AB-5         |
| 173          | Jarlinson Pantano (COL)   | 27e          |
| 174          | Esteban Chaves (COL)*     | 59e          |
| 175          | Fabio Duarte (COL)        | 77e          |
| 176          | Alexis Camacho (COL)*     | AB-4         |
| 177          | Carlos Quintero (COL)     | 24e          |
| 178          | Juan Pablo Suárez (COL)   | AB-5         |

| Bretagne-Séché Environnement BSE | Bretagne-Séché Environnement BSE | Bretagne-Séché Environnement BSE |
| -------------------------------- | -------------------------------- | -------------------------------- |
| Num                              | Coureur                          | Pos                              |
| 181                              | Benoît Jarrier (FRA)*            | NP-4                             |
| 182                              | Geoffroy Lequatre (FRA)          | AB-5                             |
| 183                              | Florian Guillou (FRA)            | 81e                              |
| 184                              | Sébastien Duret (FRA)            | 91e                              |
| 185                              | Arnaud Gérard (FRA)              | 49e                              |
| 186                              | Clément Koretzky (FRA)*          | 60e                              |
| 187                              | Pierre-Luc Périchon (FRA)        | AB-5                             |
| 188                              | Gaël Malacarne (FRA)             | NP-4                             |

| BigMat-Auber 93 BIG | BigMat-Auber 93 BIG      | BigMat-Auber 93 BIG |
| ------------------- | ------------------------ | ------------------- |
| Num                 | Coureur                  | Pos                 |
| 191                 | Romain Bacon (FRA)*      | 75e                 |
| 192                 | Fabien Bacquet (FRA)     | NP-4                |
| 193                 | Mathieu Drujon (FRA)     | 53e                 |
| 194                 | Guillaume Faucon (FRA)   | NP-5                |
| 195                 | Dimitri Le Boulch (FRA)* | AB-4                |
| 196                 | Stéphane Rossetto (FRA)  | 50e                 |
| 197                 | Steven Tronet (FRA)      | 99e                 |
| 198                 | Théo Vimpère (FRA)*      | 78e                 |

| Androni Giocattoli-Venezuela AND | Androni Giocattoli-Venezuela AND            | Androni Giocattoli-Venezuela AND |
| -------------------------------- | ------------------------------------------- | -------------------------------- |
| Num                              | Coureur                                     | Pos                              |
| 201                              | Franco Pellizotti (ITA) → Champion d'Italie | 46e                              |
| 202                              | Fabio Felline (ITA)*                        | 55e                              |
| 203                              | Emanuele Sella (ITA)                        | 47e                              |
| 204                              | Riccardo Chiarini (ITA)                     | 22e                              |
| 205                              | Mattia Gavazzi (ITA)                        | AB-5                             |
| 206                              | Diego Rosa (ITA)*                           | 15e                              |
| 207                              | Francesco Reda (ITA)                        | 3e                               |
| 208                              | Patrick Facchini (ITA)                      | 66e                              |